# Claude Hillaire-Marcel
Claude Hillaire-Marcel (* 1. April 1944 in Salies-de-Béarn)  ist ein französisch-kanadischer Geologe, Meeresgeologe, Ozeanograph und Geochemiker, der sich mit Quartärgeologie und Isotopen-Geochemie befasst. Er war Professor an der Université du Québec à Montréal.
Hillaire-Marcel studierte an der Sorbonne mit dem Diplom 1967 (DES, Diplôme d’études secondaires) und wurde 1979 an der Universität Paris VI promoviert. 1969 wurde er Geologieprofessor an der Universität Quebec in Montreal. 1983 bis 1985 und 1987 bis 1989 leitete er die Fakultät für Geowissenschaften und später die für Umweltforschung. Er war 1981 bis 1989  (und nochmals 1997 bis 1999) Gründungsdirektor des Centre de recherche en géochimie et géodynamique (GEOTOP) der Universität.
Er war an vielen ozeanographischen Expeditionen auf kanadischen und französischen Forschungsschiffen beteiligt, meist um Kanada und in der Arktis, zum Beispiel in der Labradorsee und vor Grönland. Er forschte weltweit auch in Mittel- und Südamerika, Afrika, dem Mittleren Osten und Europa.
2001 war er Ko-Autor einer Arbeit, die Oszillationen in den Meeresströmungen und Temperaturen im Arktischen Ozean nördlich Alaska in den letzten 10.000 Jahren beschrieb (um bis 5 Grad im mittleren Holozän, aus Sedimentbohrkernen in der Tschuktschensee) und Hinweise, dass die Meerestemperaturen zeitweise erheblich höher als heute waren (3 bis 7 Grad höher im mittleren Holozän als heute). Die Variationen waren größer als die rezenten Änderungen der letzten 100 Jahre und nicht auf Kohlendioxid-Änderungen in der Atmosphäre zurückzuführen.
In einem Nature-Artikel von 2001 wies er nach, dass es in der letzten Interglazial-Zeit kein Labrador-Tiefenwasser als Zwischenschicht gab und sich dieses erst vor 7000 Jahren ausbildete.
Er ist Fellow der Royal Society of Canada. 2001 erhielt er den Michel-Jurdant Preis, 2002 den Prix Marie-Victorin von Quebec, 2003 die W. A. Johnston Medal und 2006 die Logan Medal. Er ist Mitglied der American Association for the Advancement of Science.

## Schriften
- Würdigung für W. A. Johnston Medal